# 9983 Rickfienberg
A 9983 Rickfienberg (ideiglenes jelöléssel 1995 DA) a Naprendszer kisbolygóövében található aszteroida. Dennis di Cicco fedezte fel 1995. február 19-én.